# Carlos Huallpa
Carlos Fernando Huallpa Sunaga (Potosí, Bolivia; 1976) es un minero, dirigente sindical y político boliviano. Fue el Ministro de Minería y Metalurgia de Bolivia desde el 18 de noviembre de 2019 hasta el 8 de mayo de 2020 durante el gobierno de la presidenta Jeanine Áñez Chávez.

## Biografía
Carlos Fernando Huallpa, nació en la ciudad de Potosí el año 1976. Creció en una familia compuesta por 5 hijos. Tanto su padre como su abuelo trabajaron como mineros en el Cerro Rico de Potosí y su madre fue originaria del municipio de Yocalla, la cual emigró a la ciudad de Potosí.
Comenzó sus estudios escolares en 1982 en la escuela "1 de abril" y luego en el Colegio "Juan Manuel Caleo" de su ciudad natal pero no logró salir bachiller ya que en 1994 conoció a su pareja y en 1995 se fue a realizar su servicio militar obligatorio en la Fuerza Aérea Boliviana en la ciudad de Tarija.
Retornó a la ciudad de Potosí y comenzó a trabajar como minero en la Cooperativa Minera Villa Imperial en calidad de peón (jornalero). Huallpa terminó de salir bachiller el año 2002 de la entonces escuela nocturna CEMA. Fue dirigente minero de la Federación Departamental de  Cooperativas Mineras (FEDECOMIN) de Potosí.
Durante los conflictos sociales de octubre y noviembre de 2019, Carlos Huallpa organizó junto a sus bases una marcha desde Potosí a La Paz para pedir la renuncia del entonces presidente Evo Morales Ayma.

### Ministro de Minería y Metalurgia de Bolivia (2019-2020)
El 18 de noviembre de 2019, la Presidenta de Bolivia Jeanine Áñez Chávez posesionó como el nuevo Ministro de Minería y Metalurgia al minero cooperativista potosino Carlos Fernando Huallpa de 43 años de edad en representación de las cooperativas mineras de Potosí. Estuvo en el cargo por casi medio año, cuando decidió renunciar el 8 de mayo de 2020 debido a problemas de salud y problemas personales.
Huallpa fue reemplazado en el cargo por el ingeniero en minas Fernando Vásquez Arnez quien solo duró una semana al mando en el ministerio.
| Predecesor: César Navarro Miranda | Ministro de Minería y Metalurgia de Bolivia 18 de noviembre de 2019 - 8 de mayo de 2020 | Sucesor: Fernando Vásquez Arnez |